# Hypnozoit
Unter einem Hypnozoit versteht man das Ruhestadium von einigen Malariaerregern aus der Gattung Plasmodium.

## Hypnozoiten im Lebenszyklus von Plasmodien
Plasmodium ovale und Plasmodium vivax bilden Hypnozoiten. Dabei handelt es sich um ein Ruhestadium, bei dem der Parasit Wochen bis Jahre in den Hepatozyten (Leberzellen) verbleiben kann, ohne dass es zu klinischen Symptomen der Malaria kommt. Erweckt durch ein bisher unbekanntes Signal nehmen diese Stadien ihre Vermehrung, nämlich die exoerythrozytäre Schizogonie, wieder auf und können so lange Zeit nach einer Erstinfektion zu einem Malariarückfall führen.